# Weston-super-Mare and District Football League
Weston-super-Mare and District League là một giải bóng đá Anh thành lập năm 1903, có tổng cộng 5 hạng đấu, cao nhất là Division One, nằm ở Cấp độ 14 của Hệ thống các giải bóng đá ở Anh. Giải đấu này góp đội cho Somerset County League và liên kết với Somerset County FA.

## Các câu lạc bộ hiện tại mùa giải 2015–16
| Division One - Cleeve West Town Dự bị - Clevedon United Dự bị - Draycott - Hutton - Locking Park - Nailsea United 'A' - Portishead Town 'A' - St. George Easton-in-Gordano Dự bị - Weston Super Seagulls - Winscombe Dự bị - Worle Rangers | Division Two - AFC Nailsea - Axbridge Town - Berrow Dự bị - Congresbury Dự bị - KV - Sporting Weston - Uphill Castle Dự bị - Wedmore - Westend - Wrington & Redhill Dự bị - Yatton Athletic Dự bị | Division Three - Banwell Dự bị - Burnham United 'A' - Cheddar 'A' - Churchill Club Dự bị - Clapton-in-Gordano - Cleeve West Town 'A' - Kewstoke Lions Dự bị - Nailsea United 'B' - Portishead Caledonian Thistle - South Park Rangers - Winscombe 'A' - Worle Dự bị | Division Four - AFC Nailsea Dự bị - Clapton-in-Gordano Dự bị - Clevedon United 'B' - Dynamo Locking - Hutton Dự bị - Portishead Town 'B' - Shipham - St. George Easton-oin-Gordano 'A' - Uphill Castle 'A' - Westend Dự bị - Worle Rangers Dự bị | Division Five - Axbridge Town Dự bị - Banwell 'A' - Clapton-in-Gordano 'A' - Congresbury 'A' - Portishead Town Colts - St. Paul's Church - Selkirk United - South Park Rangers Dự bị - Wedmore Dự bị - Wrington & Redhill 'A' |

## Các đội vô địch gần đây
| Mùa giải | Division One                 | Division Two                 | Division Three                     | Division Four                | Division Five                 | Division Six            |
| -------- | ---------------------------- | ---------------------------- | ---------------------------------- | ---------------------------- | ----------------------------- | ----------------------- |
| 2004–05  | Blagdon                      | Hutton                       | Worlebury Spartans                 | Swiss Valley Rovers          | Cheddar 'B'                   | Bournville Rovers Dự bị |
| 2005–06  | Blagdon                      | Worlebury Spartans           | St. George Easton-in-Gordano Dự bị | South Park Rangers           | Weston St. John's Sports Bar  | Hutton 'A'              |
| 2006–07  | Worlebury Spartans           | Churchill Club Dự bị         | Nailsea Town Dự bị                 | Weston St. John's Sports Bar | Nailsea United Colts          | Weston United           |
| 2007–08  | Hutton                       | KV                           | Weston St. John's Sports Bar       | Stotties Rovers              | Weston United                 | Clevedon Dons           |
| 2008–09  | Cleeve West Town Dự bị       | Weston St. John's Sports Bar | Herons Moor Rangers                | Weston United                | East Worle Dự bị              | Tickenham United        |
| 2009–10  | Weston St. John's Sports Bar | Draycott                     | Weston St. John's Dự bị            | Blagdon                      | Tickenham United              | Sporting Weston         |
| 2010–11  | East Worle                   | Weston St. John's Dự bị      | Burnham United 'A'                 | Cheddar 'A'                  | Weston Super Seagulls         | Weston Players          |
| 2011–12  | Weston St. John's Dự bị      | Kewstoke Lions               | Tickenham United                   | Sporting Weston              | Weston Players                | Pill United             |
| 2012–13  | Kewstoke Lions               | Tickenham United             | Weston Super Seagulls              | Banwell Dự bị                | Wrington Redhill Dự bị        | Clapton-in-Gordano      |
| 2013–14  | Clevedon United Dự bị        | Weston Super Seagulls        | Worle Rangers                      | Nailsea United Colts         | Portishead Caledonian Thistle | Berrow 'A'              |